# أنا هايننغ بيتس

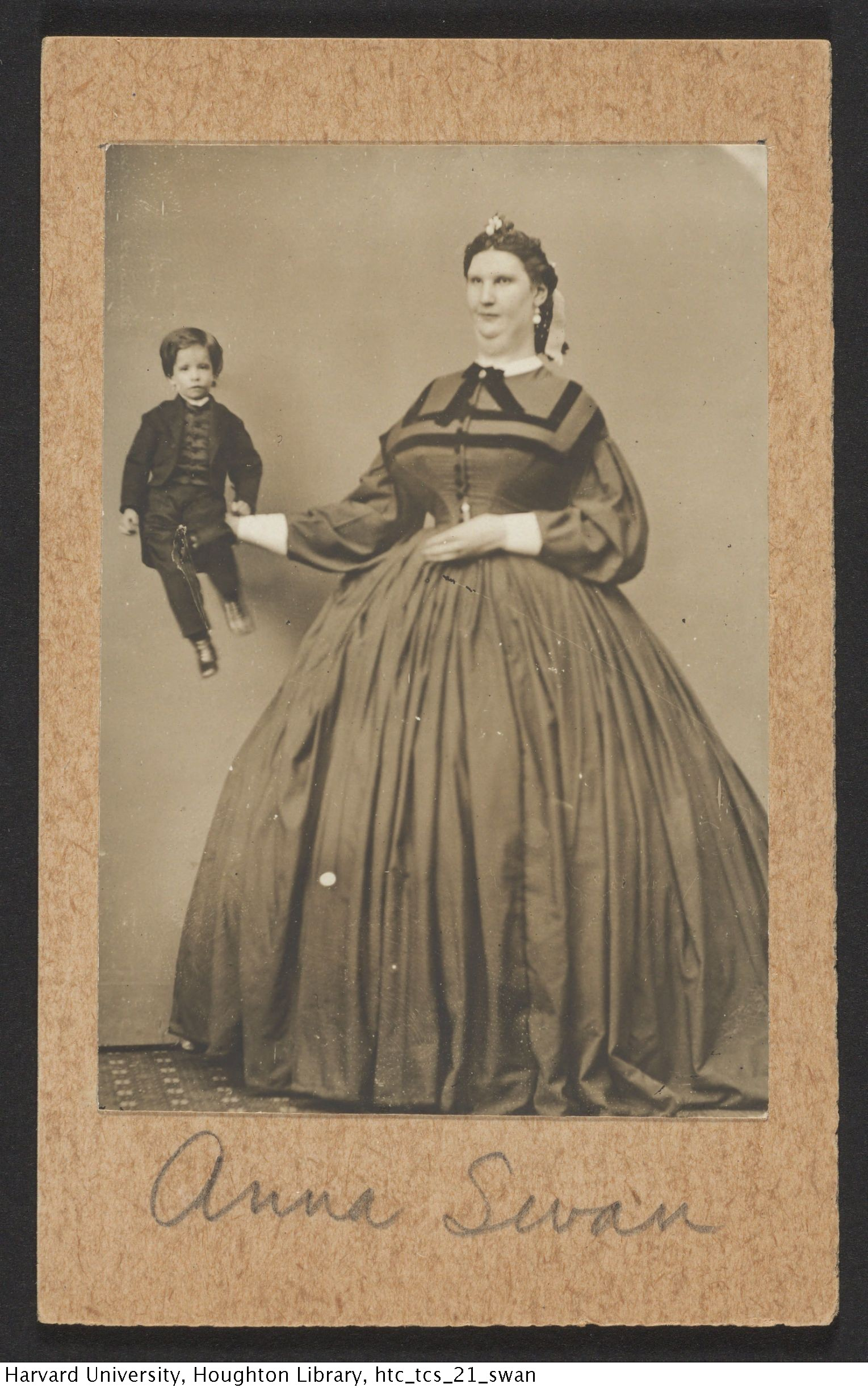
أنّا هايننغ بيتس

آنّا هايننغ بيتس (6 أغسطس 1846 ـ 5 أغسطس 1888)، امرأة كندية اشتهرت بقامتها الضخمة، إذ بلغ طولها 7 أقدام و11 بوصة (2.41م). كان والداها متوسطي الطول وكانا من المهاجرين الاسكتلنديين.

## السيرة
ولدت آنّا في ميل بروك، أنان الجديدة، في نوفا سكوتشا. عند ولادتها كان وزنها 16 رطلاً (7,26 كجم)، وكانت الثالثة بين 13 مولوداً، جميعهم كانوا ضمن متوسط الطول الطبيعي. منذ ولادتها نمت بسرعة كبيرة، في عيد ميلادها الرابع كان طولها أربع أقدام و6 بوصات (137 سم)، وفي عيد ميلادها السادس قيس طولها مرة أخرى فبلغ 5 أقدام وبوصتين (157,48 سم)، بوصة أو بوصتين أقصر من والدتها (2,5 ـ 5 سم ).
في عيد ميلادها الحادي عشر بلغ طولها 6 أقدام وبوصتين (188 سم) ووزنها 197 رطلاً (89,36 كغم ) , بحلول عيد ميلادها الخامس عشر كان طول بيتس 7 أقدام (210 سم)، وصلت إلى طولها الكامل بعد ثلاث سنوات، وبلغ طول قدميها 14,2 بوصة (36 سم).
برعت آنّا في الأدب والموسيقى واعتبرت ذكية للغاية، كما برعت في دراستها للتمثيل والبيانو والصوت. لعبت دور السيدة ماكبث في مسرحية واحدة. وفي إحدى المرات كادت أن تحترق حتى الموت عندما دمر متحف بارنوم بالنار، كانت السلالم مشتعلة وكانت أكبر من أن تهرب من النافذة، حتى حصلت على المساعدة وهربت بأمان.
كان وزنها عادة 330 رطلاً (149,69 كجم) وكان وزنها الأعلى 371 رطلاً (168,28 كجم ).
في أحد الأيام زار سيرك منطقة هاليفاكس وكان يسافر معه مارتن فان بورن بيتس ـ وهو شخص آخر طويل القامة ـ تم رصد آنا من قبل المروّج وتم التعاقد معها على الفور. أصبح الثنائي العملاق ضجة كبيرة، وفي النهاية وقعا في الحب، وفي 17 يونيو عام 1871 في سانت مارتن إن فيلدز في لندن تزوجا.
```
في عام 1872، اشترت أنّا سوان (والتي أصبحت تعرف باسم أنّا بيتس) وزوجها 130 فداناً (53 هكتاراً) من الأرض وكان لديهما أثاث مصنوع حسب مواصفاتهما.
```

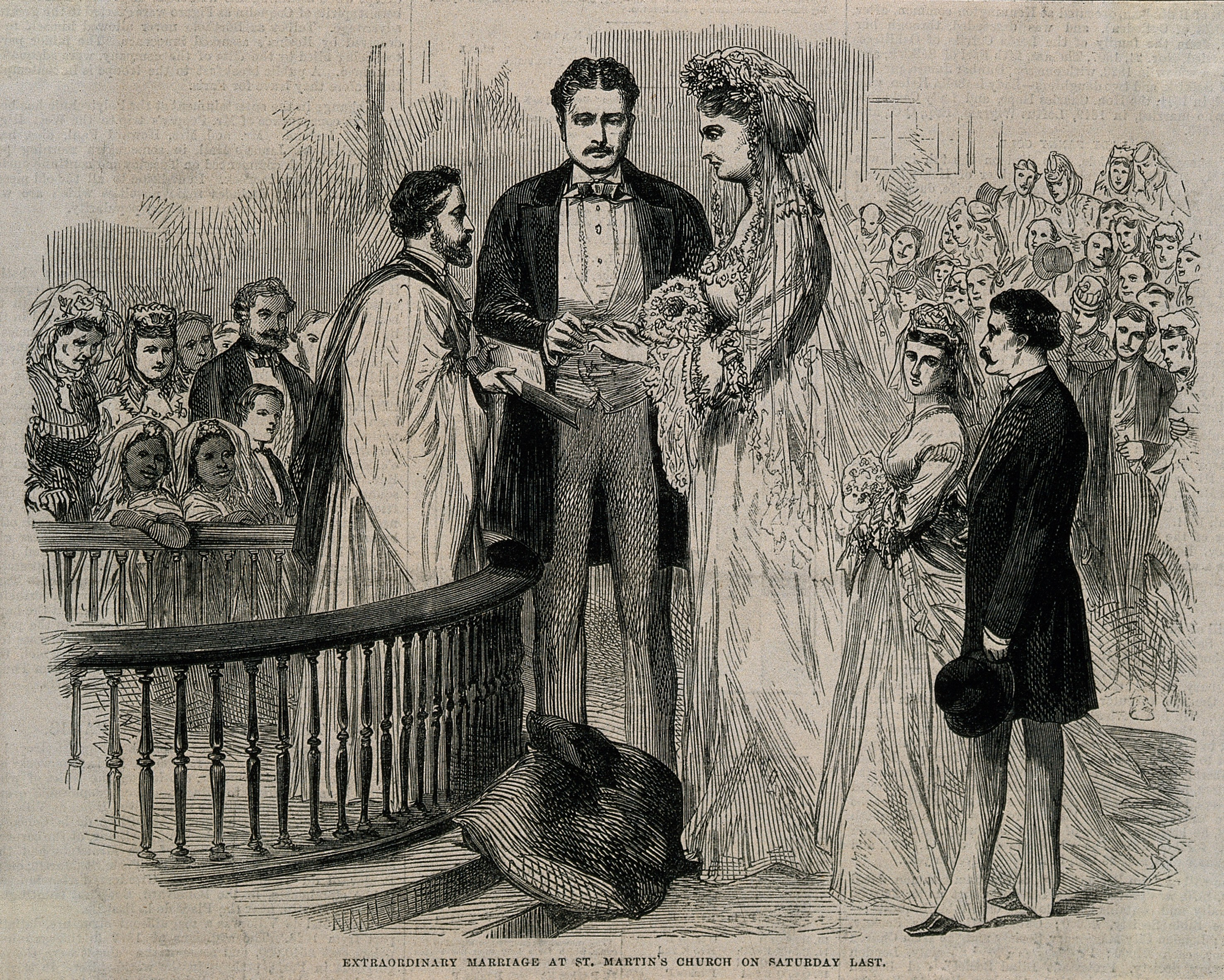
زواج مارتين وآنا سوان عام 1871

أشرف مارتن على بناء المنزل. كان للجزء الرئيسي من المنزل سقف ارتفاعه أربعة عشر قدماً (4,3 متراً)، بينما كانت الأبواب واسعة جداً وكان طولها ثمانية أقدام (2,4 متراً). بُني الجزء الخلفي من المنزل بحجم متوسط للخدم والضيوف. أنجبت آنّا طفلين من زوجها مارتن. الأول كان فتاة ولدت في 19 مايو 1872، كانت تزن 18 رطلاً (8,16 كجم) وتوفيت عند الولادة. أثناء تجوالها في صيف 1878 كانت آنا حاملاً للمرة الثانية. ولد الطفل في 18 يناير 1879، وبقي على قيد الحياة 11 ساعة فقط. كان أكبر المواليد المسجلين على الإطلاق، حيث كان وزنه يبلغ 23 رطلاً و 9 أوقيات (10.7 كغم) وطوله حوالي 30 بوصة(حوالي 75 سم)، كان طول كل من قدميه ست بوصات، ولهذا حصل بعد وفاته على سجل كتاب غينيس للأرقام القياسية.
استأنف آل بيتس جولاتهم مع سيرك الأخوين كول في صيف عام 9187، ومرة أخرى في ربيع 1880.
قضت بيتس سنواتها المتبقية بهدوء في المزرعة التي تملكها هي وزوجها. كانت قد انضمت إلى الكنيسة المعمدانية المحلية في عام 1877 وحضرت خدمات الكنيسة مع زوجها.
توفيت آنا بيتس فجأة وبشكل غير متوقع أثناء نومها في منزلها في 5 أغسطس 1888، أي قبل يوم ميلادها الثاني والأربعين بيوم واحد.

## وصلات خارجية
- The Anna Swan Digital Collection
- A giant of a woman: Anna Haining Swan (Archived 2009-10-25)
- A photograph of Swan